# Baskin
Baskin – wieś w Stanach Zjednoczonych, w stanie Luizjana, w parafii Franklin.